# 블리치: 블레이드 배틀러
Bleach: Blade Battlers(블리치 : 블레이드 배틀러, 일본어: ＢＬＥＡＣＨ　～ブレイド・バトラーズ～)는 블리치의 격투 게임이다. 플레이스테이션 2용으로 일본에서만 공개되었다. 소니 컴퓨터 엔터테인먼트에서 개발하였다. 1편과 2편으로 나뉘어 있으며, 일본에서는 베스트 셀러를 기록하였다.

## 같이 보기
- 블리치의 게임 목록